# Agatharchides
Agatharchides (griechisch Ἀγαθαρχίδης Agatharchídēs; * um 208 v. Chr.; † nach 132/131 v. Chr.) war ein antiker griechischer Geschichtsschreiber und Geograph. Seine Werke entstanden während der Regierungszeit des ägyptischen Königs Ptolemaios VI. (180–145 v. Chr.).
Agatharchides stammte aus Knidos in Kleinasien. Er verfasste zwei umfangreiche historische Werke über Europa und Asien, die nur fragmentarisch erhalten sind: die Asiatika (Άσιατικά), eine Geschichte Asiens in 10 Büchern (Auszüge bei Diodor über Ursachen der Nilschwelle, Beschreibung Arabiens und Äthiopiens) und die Europika (Εὐροπικά), eine Geschichte „Europas“ in 49 Büchern (einige Fragmente bei Athenaios). Anscheinend wiesen diese Werke eine sozialkritische Tendenz auf. Außerdem schrieb Agatharchides eine Abhandlung Über das Rote Meer (Περὶ Πόντου Έρυθροῦ Peri Pontou Erythrou) in 5 Büchern, worin er u. a. auf die Arbeit in den ägyptischen Goldbergwerken einging. Auszüge aus diesem ebenfalls verlorenen Werk sind bei Diodor und Photios erhalten. Von weiteren Werken sind nur die Titel bekannt. 
Agatharchides wurde von späteren Autoren wie Artemidor von Ephesos und Diodor benutzt.
1935 wurde der Mondkrater Agatharchides nach ihm benannt.

## Ausgaben
- Die Fragmente der griechischen Historiker, Nr. 86.
- Agatharchides von Knidos: Über das rote Meer. Übersetzung und Kommentar von Dieter Woelk. Bamberg 1966 (zugleich Dissertation, Freiburg im Breisgau 1966).
- Agatharchides of Cnidus: On the Erythraean Sea (= Works issued by the Hakluyt Society. Vol. 172). Herausgegeben und übersetzt von Stanley M. Burstein. London 1989, ISBN 0-904180-28-X.